# Nutopian International Anthem
"Nutopian International Anthem" es una canción que cierra el lado A del álbum de John Lennon, Mind Games, lanzado en 1973.

## Inspiración
Nutopian International Anthem fue muy diferente en su concepto. En 1973, la música de Lennon se había convertido en una mezcla de pensamientos personales y políticos, a raíz del álbum John Lennon/Plastic Ono Band y la política en Some Time in New York City, y la letra de Mind Games no siempre hay convicción y concentración.
En una conferencia de prensa el 1 de abril de 1973 Lennon y Ono anunciaron el nacimiento de Nutopia, un país conceptual. El nombre fue inspirado en el libro de Thomas More Utopía, publicada en 1516, que traducido del latín moderno significa 'no lugar'.
El país ficticio de Nutopia era simbolizado por una bandera blanca, y el himno nacional era una pista sin sonido. El six-line (Declaración de Nutopia) fue impreso en la funda interior para Mind Games, firmadas por Lennon y Yoko Ono.
El sello de Nutopia era, justamente, una imagen de los mamíferos marinos del mismo nombre. Una placa con "EMBAJADA NUTOPIANA" fue entablada sobre la puerta de la cocina en su apartamento edificio Dakota.

## Remasterización
Para la remasterización de Mind Games, a la pista se le agregó un segundo más, en algunas otras remasterizaciones, duraba 2 segundos más